# Polizeiruf 110: Alles Lüge
Alles Lüge ist ein deutscher Kriminalfilm von Ed Herzog im Auftrag des rbb aus dem Jahr 2009. Es ist die 304. Folge innerhalb der Filmreihe Polizeiruf 110 und der vierzehnte Fall für Hauptmeister Horst Krause und der zehnte Fall für seine Partnerin Johanna Herz.

## Handlung
Der Unternehmer Herbert Marstein, der sich für ein Bauprojekt polnischer Investoren starkgemacht hat, wird tot in seinem Büro aufgefunden. Kommissarin Herz wird gerufen, die diesen Abend eigentlich rein privat verplant hatte. Alles deutet auf Raubmord, obwohl die Haustür nicht gewaltsam geöffnet wurde. Krause, der ebenfalls verständigt wurde, fällt auf, dass Marsteins Hund fehlt. Ein Zeuge will einen polnischen Lieferwagen gesehen haben.
Den Bewohnern war Marstein ein Dorn im Auge, sein Vorhaben, statt einheimischer polnische Firmen und Handwerker zu beschäftigen, traf auf wenig Gegenliebe. Insbesondere beim Bürgermeister und seiner Frau war Marstein sehr unbeliebt. Kommissarin Herz erfährt von einem handfesten Streit zwischen Marstein und Bürgermeister König, bei dem es aber eigentlich nur um Banalitäten ging.
Inzwischen trifft Marsteins Sohn ein, der lange Zeit keinen Kontakt zu seinem Vater hatte. Kurzfristig gerät er unter Mordverdacht, da er eher in das Dorf zurückgekehrt war, als er bei der ersten Befragung angegeben hatte. König erhofft sich, von ihm als Erben ein Grundstück seines Vaters kaufen zu können. Sein Sohn Max hatte sich auf Marsteins Anwesen bereits eine Werkstatt eingerichtet, die er gern behalten möchte.
Krause findet inzwischen mit Veras Hilfe Marsteins Hund. Obwohl er am Straßenrand gefunden wird, ist er erschossen worden. Allerdings nicht mit der gleichen Waffe wie sein Besitzer, sondern mit einem sehr alten Modell aus dem Zweiten Weltkrieg. Dies führt zu einem der Dorfjugendlichen, der das Tier aus Übermut erschossen hatte.
Zur Testamentseröffnung gibt es eine Überraschung. Florian Marstein ist davon ausgegangen, alles zu erben, doch muss er vom Notar erfahren, dass sein Vater Max König zum Alleinerben bestimmt hat. Das verwirrt nicht nur Max, sondern auch seinen Vater. Selbst Kommissarin Herz hatte sich gewundert, warum der sonst so unzugängliche Marstein ausgerechnet Max in seiner Nähe duldete. Diese Frage löst sich, als Erika König zugibt, dass Marstein der biologische Vater von Max ist. Darüber sei sie mit ihm öfter in Streit geraten, was letztens eskalierte, als Marstein diese Tatsache im ganzen Dorf bekannt geben wollte, woraufhin Erika König ihn im Affekt erschossen hätte. 
Johanna Herz muss in dieser Folge erkennen, dass ihr langjähriger Lebensgefährte Robert Beck offensichtlich eine Geliebte hat. Als Buchautor kommt er viel herum und hat sich mit seiner Verlegerin eingelassen, da seine Johanna sehr oft nicht da war, wenn er sie brauchte. Herz zieht schweren Herzens die Konsequenzen und trennt sich von ihm.

## Hintergrund
Alles Lüge wurde am 30. August 2009 im Ersten zur Hauptsendezeit erstmals ausgestrahlt. Die Dreharbeiten erfolgten in Beiersdorf-Freudenberg, Bernau bei Berlin und Potsdam.

## Kritik
Rainer Tittelbach von tittelbach.tv wertet anerkennend: Der „sozialkritische Impetus liegt in ‚Alles Lüge‘ mehr in der Szenerie, den Situationen, als dass er explizit in die Mitte des Geschehens gerückt wird. Ed Herzog überzog die Optik des Films mit einer Patina des Niedergangs. Ausgezehrte Gesichter, ausgebrannte Körper in grobkörnigen Bildern und verwaschenen, düsteren Farben. Nicht schlecht passte dazu das altmodisch anmutende Montageprinzip, bei dem eine Szene vor der entscheidenden Information geschnitten wird, um so mit erhöhtem Tempo in die nächste Szene zu gehen.“
Bei Stimme.de kritisiert Kai-Oliver Derks und schreibt: „Regisseur Ed Herzog ist ein interessanter Krimi gelungen, der seine zahlreichen Figuren sorgsam vorstellt und die Geschichte klug vorantreibt. Bis hin zum sehr starken, emotionalen Finale. Wie gewohnt fällt beim RBB-‚Polizeiruf 110‘ auch diesmal zunächst alles etwas geruhsamer aus, doch diesmal nimmt der Film durchaus Tempo auf. Immer neue Fragen stellen sich Hauptkommissarin Herz, die zudem auch nicht frei von privaten Problemen ist.“
Die Kritiker der Fernsehzeitschrift TV Spielfilm vergaben eine mittlere Wertung (Daumen zur Seite) und merkten dazu an: „Abgenudelte Platte, Story mit Längen“.